# Неделинско рудно поле
Недѐлинско ру̀дно полѐ е металогенна единица от Централнородопския руден район. Намира се в района на Неделино.
Изградено е предимно от високометаморфни скали – гнайси, гнайсошисти, шисти, амфиболити и мрамори. Установени са две промишлени оловно-цинкови рудни находища – „Еньовче“ и „Шадийца“. Главните рудни минерали в рудното поле са галенит и сфалерит, а второстепенните – пирит, халкопирит и арсенопирит. Главният жилен минерал е кварца, а второстепенен е калцита. В мраморите са установени метасоматични тела. От 1957 до 1995 г. са добити около 4 640 000 тона руда. Минната дейност е преустановена през 1995 г.